# Gears of War 2
Gears of War 2 is een tactische third-person shooter die ontwikkeld is door Epic Games en uitgegeven door Microsoft Game Studios voor de Xbox 360. Het is het vervolg op de Gears of War en het was bekendgemaakt door hoofddesigner Cliff Bleszinski tijdens de Game Developers Conference op 20 februari 2008. Het spel gebruikt een verbeterde versie van de Unreal Engine 3. Tijdens de E3 van 2008 werd er een wereldwijde releasedatum bekendgemaakt, 7 november 2008, met uitzondering van Japan.
In Gears of War 2 hebben de Locust een manier gevonden om hele steden de grond in te laten zinken. Marcus Fenix en de rest van de COG Delta Squad gaan de ondergrondse wereld in van de Locust om het gevecht naar hen te brengen. "In een voorproefje tijdens de eerste scènes van de gameplay van Gears of War 2, zijn COG soldaten in strijd met een groot deel van het Locust leger terwijl ze onder de grond gaan naar hun wereld," zegt stripboekenschrijver Joshua Ortega. "Dit is de laatste kans voor de mensheid. Alles staat op risico. Niets is meer veilig."

## Verhaal
Gears of War eindigt met de vernietiging van de Locust, althans zo lijkt het, want de oorlog gaat door.
In deel 2 komt dan de oorzaak van de oorlog van de Locust kant aan het licht.
En je ziet de mensheid vechten voor hun leven in hun laatste door de mensen bezette stad, Jacinto. Het verhaal eindigt onder de grond bij Jacinto.

## Vervolg
Eerst werd Gears of War 3 in de herfst van 2009 verwacht. Maar uit een interview met Michael Capps (de president van Epic Games) blijkt dat er een grote kans is dat Gears of War 3 pas uitkomt wanneer de opvolger van de Xbox 360 er is. XGN Entertaiment gaf de game een 9.2
Op 12 april gaf Cliff Bleszinski in de Jimmy Fallon Show aan dat Gears of War 3 waarschijnlijk op 8 april 2011 verschijnt. Microsoft heeft de datum inmiddels bevestigd.

## Trivia
- Het spel is opgenomen in het boek 1001 Video Games You Must Play Before You Die van Tony Mott.